# Sinningia macropoda
Sinningia macropoda là một loài thực vật có hoa trong họ Tai voi. Loài này được (Sprague) H.E. Moore miêu tả khoa học đầu tiên năm 1973.